# Paullinia moquisapaensis
Paullinia moquisapaensis là một loài thực vật có hoa trong họ Bồ hòn. Loài này được J.F. Macbr. ex L. Williams mô tả khoa học đầu tiên năm 1936.